# Omegna Calcio 1981-1982
Questa voce raccoglie le informazioni riguardanti l'Omegna Calcio nelle competizioni ufficiali della stagione 1981-1982.

## Rosa
| N. |                   | Ruolo | Calciatore            |
| -- | ----------------- | ----- | --------------------- |
|    | Italia (bandiera) | C     | Massimo Cargnelutti   |
|    | Italia (bandiera) | C     | Pierambrogio Cattaneo |
|    | Italia (bandiera) | D     | Mauro Colla           |
|    | Italia (bandiera) | C     | Maurizio De Fraia     |
|    | Italia (bandiera) | A     | Umberto Formoso       |
|    | Italia (bandiera) | D     | Emanuele Gabban       |
|    | Italia (bandiera) | A     | Salvatore Lomanno     |
|    | Italia (bandiera) | D     | Sergio Madaschi       |
|    | Italia (bandiera) | C     | Domenico Marangi      |
|    | Italia (bandiera) | C     | Giuliano Maura        |

| N. |                   | Ruolo | Calciatore          |
| -- | ----------------- | ----- | ------------------- |
|    | Italia (bandiera) | D     | Dario Minati        |
|    | Italia (bandiera) | P     | Antonio Pagani      |
|    | Italia (bandiera) | P     | Maurizio Passaretta |
|    | Italia (bandiera) | C     | Daniele Pedrini     |
|    | Italia (bandiera) | D     | Vincenzo Pesante    |
|    | Italia (bandiera) | D     | Gianni Pioletti     |
|    | Italia (bandiera) | A     | Fabrizio Prati      |
|    | Italia (bandiera) | A     | Felice Russo        |
|    | Italia (bandiera) | C     | Luciano Sacchi      |